# Matthew Camp
Matthew Camp (15 de marzo de 1984) es un actor de cine porno gay estadounidense y personalidad de las redes sociales. Camp saltó a la fama en 2013 con Getting Go: The Go Doc Project. En 2020, Camp fue copresentador del programa de competencia de telerrealidad Slag Wars.

## Biografía
Matthew Camp comenzó su carrera como bailarín gogó en bares de la ciudad de Nueva York a la edad de 21 años. Es el protagonista del proyecto documental Camp Chaos, creado por Corey Krueckeberg.
Camp ha modelado para marcas de ropa interior y ha creado líneas de ropa y fragancias, incluidas Matthew Camp Designs y Daddy Couture, una colaboración con Rebecca More. Camp apareció en la portada de la revista gay británica Attitude en 2019.
Camp también es conocido por ser un activista LGBTQ+ y por la positividad sexual. Alrededor de 2018, cuando la escena de clubes continuaba desacelerándose en Nueva York, Camp se mudó a Hudson, Nueva York y creó una cuenta en Onlyfans. La cuenta de Instagram de Camp tiene más de medio millón de seguidores.
Camp fue víctima de un presunto ataque de crimen de odio a principios de 2021. Su casa en Poughkeepsie fue objeto de un ataque incendiario el 14 de enero, mientras que el perpetrador fue capturado por las cámaras de seguridad esparciendo el acelerador de incendios en el porche y prendiendo fuego a la casa.

## Filmografía

### Cine
| Año  | Título                                  | Papel                | Notas        |
| ---- | --------------------------------------- | -------------------- | ------------ |
| 2010 | Matthew                                 | Él mismo             | Cortometraje |
| 2016 | Sock Job                                | Hombre joven         | Película     |
| 2018 | Hurricane Bianca: From Russia with Hate | Guardia de seguridad | Película     |
| 2018 | Wig                                     | Él mismo             | Documental   |

### Televisión
| Año  | Título                         | Papel                      | Notas                                       |
| ---- | ------------------------------ | -------------------------- | ------------------------------------------- |
| 2013 | Getting Go: The Go Doc Project | Go                         | [ 12 ]                                      |
| 2016 | Mess                           | Mike                       | 3 episodios                                 |
| 2019 | The MEN                        | Matthew/Policía de la moto | 7 episodios                                 |
| 2020 | Slag Wars: The Next Destroyer  | Él mismo                   | 4 episodios                                 |
| 2021 | Iconic Justice                 | Bailiff Matthew Camp       | 6 episodios                                 |
| 2021 | Call Me Mother                 | Él mismo                   | Invitado en el mini-challenge (7° episodio) |
| 2022 | Hot Haus                       | Él mismo                   | Jurado                                      |